# 豪杰超级解霸
豪杰超级解霸为北京世纪豪杰计算机技术有限公司推出的一款支持Windows平台的影音媒體播放器，2000年左右在中国大陆的视频播放领域具有领导性地位。2005~2007年左右，豪杰公司将该产品出售给暴风影音所属的暴风网际公司。暴风影音公司2010年曾推出新款“超级解霸2010”，但由于市场饱和、缺乏特色等原因而未获得足够关注。
2006年的报道称，超级解霸累计客户使用量超过1亿，拥有3000多万忠实用户，十年来在中国国产视频软件市场中鹤立鸡群。

## 主要功能
- 支持近150种主流媒体文件的播放，包括DAT、VOB、AVI、WMV、MOV、RMVB等。
- 支持AC-3硬解码系统及SPDIF输出技术，可自由控制声道。
- 支持显示字幕，并可调整颜色、大小等。
- 支持书签功能，可断点续播。

## 独创技术
- DirectCDROM、DirectDVDROM技术
- 三线滤波
- 四分滤波
- DVB/DAB（digital video/audio broadcast）
- 实时视频流解压技术
- 网络“猝发传送技术”[7]